# Альдини, Антонио
Антонио Альдини — (итал. Antonio Aldini; 27 ноября 1755, Болонья — 30 сентября 1826, Павия, Ломбардо-Венецианское королевство) — итальянский министр во время Наполеоновского всемогущества, граф.
Антонио Альдини родился 27 декабря 1756 года в городе Болонье, где славился в качестве адвоката и профессора права.
Когда в 1797 по Толентинскому мирному трактату папа римский вынужден был уступить Цизальпинской республике и Болонью, то Альдини был отправлен своими согражданами посланником в столицу Франции город Париж.
По возвращении оттуда он был назначен председателем совета старейшин и через некоторое время членом правительственной комиссии Цизальпинской республики.
В 1801 году Наполеон Бонапарт назначил его в консульту, созванную в Лионе, и затем сделал председателем государственного совета Итальянской республики. Вскоре Антонио Альдини сложил с себя это звание, но когда после провозглашения Империи Итальянская республика превратилась в королевство, то был назначен Наполеоном I в министры нового королевства и в 1805 году возведен в графское достоинство.
После восстановления Бурбонов он удалился в Милан, где сумел приобрести доверие австрийского правительства.
Антонио Альдини скончался в Павии 5 октября 1826 года.